# Аргун (град)
Аргун (чеченски и руски Аргу́н) град је у Шалинском рејону Чеченске републике која је део Руске Федерације. Лежи на истоименој реци. По попису из 2002. град има 25 698 становника док је према претходним пописима имао 25 491 (1989. године) односно 22 000 (1968. године).

## Становништво
Према прелиминарним подацима са пописа, у граду је 2010. живело становника, (%) више него 2002.
| 1970.  | 1979.  | 1989.  | 2002.  | 2010.  |
| ------ | ------ | ------ | ------ | ------ |
| 15.148 | 21.652 | 25.491 | 25 700 | 29.525 |